# Ardara (Irlandia)
Ardara (irl. Ard an Rátha) – miejscowość w Irlandii w hrabstwie Donegal.
Ardara mieści się przy drodze N56.